# Çiçekdağı (district)
Çiçekdağı is een Turks district in de provincie Kırşehir en telt 18.038 inwoners (2007). Het district heeft een oppervlakte van 802,9 km². Hoofdplaats is Çiçekdağı.
De bevolkingsontwikkeling van het district is weergegeven in onderstaande tabel.
| 1997   | 2000   | 2007   |
| ------ | ------ | ------ |
| 22.481 | 21.059 | 18.038 |